# Európai Filmdíjra beválogatott magyar filmek
A nagy múlttal rendelkező magyar filmművészet képviselői aktívan részt vettek az Európai Filmakadémia létrehozásában, alkotásaik pedig kezdetektől fogva jelen voltak az Európai Filmdíjért folyó versenyben. Alább az illetékes magyar filmszakmai szervezet által filmdíjra javasolt, vagy zsűrizéssel válogatásba került, továbbá valamely kategóriában jelölt és díjazott magyar filmek listája található.

## Műfajok
Jelmagyarázat
| Nem jelölték | díjra nem jelölt, csupán filmdíjra nevezett vagy beválogatott alkotás |
| Jelölve      | díjra jelölt alkotó vagy alkotás                                      |
| Elnyerte     | díjat nyert alkotó vagy alkotás                                       |

### Nagyjátékfilmek
| Év   | Film                                                | Rendező                       | Jelölt kategória                                        | Díj          |
| ---- | --------------------------------------------------- | ----------------------------- | ------------------------------------------------------- | ------------ |
| 1988 | Hanussen                                            | Szabó István                  | legjobb színész (Klaus Maria Brandauer)                 | Jelölve      |
| 1988 | Kárhozat                                            | Tarr Béla                     | legjobb újoncfilm                                       | Jelölve      |
| 1989 | Eldorádó                                            | Bereményi Géza                | legjobb film                                            | Jelölve      |
| 1989 | Eldorádó                                            | Bereményi Géza                | legjobb rendező                                         | Elnyerte     |
| 1989 | Eldorádó                                            | Bereményi Géza                | legjobb színész (Eperjes Károly)                        | Jelölve      |
| 1989 | Eldorádó                                            | Bereményi Géza                | legjobb forgatókönyvíró (Bereményi Géza)                | Jelölve      |
| 1989 | Eldorádó                                            | Bereményi Géza                | legjobb operatőr (Kardos Sándor)                        | Jelölve      |
| 1989 | Eldorádó                                            | Bereményi Géza                | legjobb zeneszerző (Darvas Ferenc)                      | Jelölve      |
| 1990 | Kicsi, de nagyon erős                               | Grunwalsky Ferenc             | –––                                                     | Nem jelölték |
| 1990 | Szürkület                                           | Fehér György                  | legjobb újoncfilm                                       | Nem jelölték |
| 1991 | Félálom                                             | Rózsa János                   | –––                                                     | Nem jelölték |
| 1992 | Édes Emma, drága Böbe                               | Szabó István                  | legjobb forgatókönyvíró (Szabó István)                  | Elnyerte     |
| 1992 | Édes Emma, drága Böbe                               | Szabó István                  | legjobb színésznő (Johanna ter Steege)                  | Jelölve      |
| 1993 | Gyermekgyilkosságok                                 | Szabó Ildikó                  | –––                                                     | Nem jelölték |
| 1994 | Woyzeck                                             | Szász János                   | legjobb újoncfilm                                       | Elnyerte     |
| 1995 | A részleg                                           | Gothár Péter                  | –––                                                     | Nem jelölték |
| 1996 | –––                                                 | –––                           | –––                                                     | –––          |
| 1997 | Witman fiúk                                         | Szász János                   | legjobb operatőr (Máthé Tibor)                          | Jelölve      |
| 1998 | –––                                                 | –––                           | –––                                                     | –––          |
| 1999 | A napfény íze                                       | Szabó István                  | legjobb film                                            | Jelölve      |
| 1999 | A napfény íze                                       | Szabó István                  | legjobb forgatókönyvíró (Szabó István, Israel Horovitz) | Elnyerte     |
| 1999 | A napfény íze                                       | Szabó István                  | legjobb operatőr (Koltai Lajos)                         | Elnyerte     |
| 2000 | Werckmeister harmóniák                              | Tarr Béla                     | –––                                                     | Nem jelölték |
| 2001 | Paszport – Útlevél a semmibe                        | Gothár Péter                  | legjobb rendező (Gothár Péter)                          | Jelölve      |
| 2001 | Paszport – Útlevél a semmibe                        | Gothár Péter                  | legjobb operatőr (Babos Tamás)                          | Jelölve      |
| 2002 | Felhő a Gangesz felett                              | Dettre Gábor                  | –––                                                     | Nem jelölték |
| 2002 | Hukkle                                              | Pálfi György                  | az év felfedezettje                                     | Elnyerte     |
| 2002 | Kísértések                                          | Kamondi Zoltán                | –––                                                     | Nem jelölték |
| 2002 | Szép napok                                          | Mundruczó Kornél              | legjobb felfedezett                                     | Jelölve      |
| 2003 | –––                                                 | –––                           | –––                                                     | –––          |
| 2004 | Csodálatos Júlia                                    | Szabó István                  | legjobb operatőr (Koltai Lajos)                         | Jelölve      |
| 2004 | Kontroll                                            | Antal Nimród                  | legjobb rendező (Antal Nimród)                          | Jelölve      |
| 2005 | A temetetlen halott                                 | Mészáros Márta                | –––                                                     | Nem jelölték |
| 2005 | Csodálatos Júlia                                    | Szabó István                  | közönségdíj – legjobb rendező (Szabó István)            | Jelölve      |
| 2005 | Sorstalanság                                        | Koltai Lajos                  | legjobb operatőr (Pados Gyula)                          | Jelölve      |
| 2005 | Sorstalanság                                        | Koltai Lajos                  | legjobb zeneszerző (Ennio Morricone)                    | Jelölve      |
| 2006 | Fehér tenyér                                        | Hajdu Szabolcs                | –––                                                     | Nem jelölték |
| 2006 | Friss levegő                                        | Kocsis Ágnes                  | legjobb felfedezett                                     | Jelölve      |
| 2006 | Taxidermia                                          | Pálfi György                  | –––                                                     | Nem jelölték |
| 2007 | Nincs kegyelem                                      | Ragályi Elemér                | –––                                                     | Nem jelölték |
| 2008 | Delta                                               | Mundruczó Kornél              | kiválóságdíj (Ágh Márton díszlettervező)                | Jelölve      |
| 2009 | Apaföld                                             | Nagy Viktor Oszkár            | –––                                                     | Nem jelölték |
| 2010 | Pál Adrienn                                         | Kocsis Ágnes                  | –––                                                     | Nem jelölték |
| 2011 | A torinói ló                                        | Tarr Béla                     | legjobb rendező (Tarr Béla)                             | Jelölve      |
| 2011 | A torinói ló                                        | Tarr Béla                     | legjobb operatőr (Fred Kelemen)                         | Jelölve      |
| 2011 | A torinói ló                                        | Tarr Béla                     | legjobb zeneszerző (Víg Mihály)                         | Jelölve      |
| 2012 | Az ajtó                                             | Szabó István                  | –––                                                     | Nem jelölték |
| 2012 | Csak a szél                                         | Fliegauf Bence                | –––                                                     | Nem jelölték |
| 2013 | –––                                                 | –––                           | –––                                                     | –––          |
| 2014 | Fehér isten                                         | Mundruczó Kornél              | –––                                                     | Nem jelölték |
| 2015 | Fehér isten                                         | Mundruczó Kornél              | közönségdíj                                             | Jelölve      |
| 2016 | Tiszta szívvel                                      | Till Attila                   | –––                                                     | Nem jelölték |
| 2017 | Jupiter holdja                                      | Mundruczó Kornél              | –––                                                     | Nem jelölték |
| 2017 | Testről és lélekről                                 | Enyedi Ildikó                 | legjobb film                                            | Jelölve      |
| 2017 | Testről és lélekről                                 | Enyedi Ildikó                 | legjobb rendező (Enyedi Ildikó)                         | Jelölve      |
| 2017 | Testről és lélekről                                 | Enyedi Ildikó                 | legjobb színésznő (Borbély Alexandra)                   | Elnyerte     |
| 2017 | Testről és lélekről                                 | Enyedi Ildikó                 | legjobb forgatókönyvíró (Enyedi Ildikó)                 | Jelölve      |
| 2018 | Egy nap                                             | Szilágyi Zsófia               | az év felfedezettje                                     | Jelölve      |
| 2019 | Rossz versek                                        | Reisz Gábor                   | –––                                                     | Nem jelölték |
| 2020 | Zárójelentés                                        | Szabó István                  | –––                                                     | Nem jelölték |
| 2021 | Felkészülés meghatározatlan ideig tartó együttlétre | Horvát Lili                   | –––                                                     | Nem jelölték |
| 2021 | Természetes fény                                    | Nagy Dénes                    | legjobb látványtervező (Ágh Márton)                     | Elnyerte     |
| 2022 | –––                                                 | –––                           | –––                                                     | –––          |
| 2023 | Magyarázat mindenre                                 | Reisz Gábor                   | –––                                                     | Nem jelölték |
| 2023 | Műanyag égbolt                                      | Szabó Sarolta, Bánóczki Tibor | legjobb animációs film                                  | Jelölve      |
| 2024 | Elfogy a levegő                                     | Moldovai Katalin              | –––                                                     | Nem jelölték |

### Dokumentumfilmek
| Év   | Film                                                      | Rendező                           | Jelölés                | Díj          |
| ---- | --------------------------------------------------------- | --------------------------------- | ---------------------- | ------------ |
| 1989 | Recsk 1950–1953 – Egy titkos kényszermunkatábor története | Böszörményi Géza, Gyarmathy Lívia | legjobb dokumentumfilm | Elnyerte     |
| 1990 | Vérrel és kötéllel                                        | Erdélyi János, Zsigmond Dezső     | –––                    | Nem jelölték |
| 1990 | Privát Magyarország                                       | Forgács Péter                     | –––                    | Nem jelölték |
| 2017 | Ultra                                                     | Simonyi Balázs                    | –––                    | Nem jelölték |
| 2018 | Egy nő fogságban                                          | Tuza-Ritter Bernadett             | legjobb dokumentumfilm | Jelölve      |
| 2020 | A létezés eufóriája                                       | Szabó Réka                        | –––                    | Nem jelölték |
| 2024 | Kék Pelikan                                               | Csáki László                      | –––                    | Nem jelölték |

### Rövidfilmek
| Év   | Film              | Rendező            | Jelölés                     | Díj      |
| ---- | ----------------- | ------------------ | --------------------------- | -------- |
| 2000 | A mi gólyánk      | Gyarmathy Lívia    | legjobb rövidfilm (UIP díj) | Elnyerte |
| 2002 | Kalózok szeretője | Péterffy Zsófia    | legjobb rövidfilm (UIP díj) | Jelölve  |
| 2005 | Randevú           | Cakó Ferenc        | legjobb rövidfilm (UIP díj) | Jelölve  |
| 2006 | Before Dawn       | Kenyeres Bálint    | legjobb rövidfilm (UIP díj) | Elnyerte |
| 2008 | Türelem           | Nemes Jeles László | legjobb rövidfilm (UIP díj) | Jelölve  |
| 2010 | Itt vagyok        | Szimler Bálint     | legjobb rövidfilm           | Jelölve  |
| 2012 | Csicska           | Till Attila        | legjobb rövidfilm           | Jelölve  |
| 2014 | Fal               | Szabó Simon        | legjobb rövidfilm           | Jelölve  |
| 2017 | LOVE – Szerelem   | Bucsi Réka         | legjobb rövidfilm           | Jelölve  |
| 2023 | 27                | Buda Flóra Anna    | legjobb rövidfilm           | Jelölve  |